# Стотт, Уильям
Уильям Стотт (англ. William Stott, 20 ноября 1857, Олдем, Великобритания — 25 февраля 1900, Белфаст, Великобритания) — британский художник Викторианской эпохи, ученик Жана-Леона Жерома. Именовал себя в подписях на картинах Уильям Стотт из Олдема.

## Биография художника

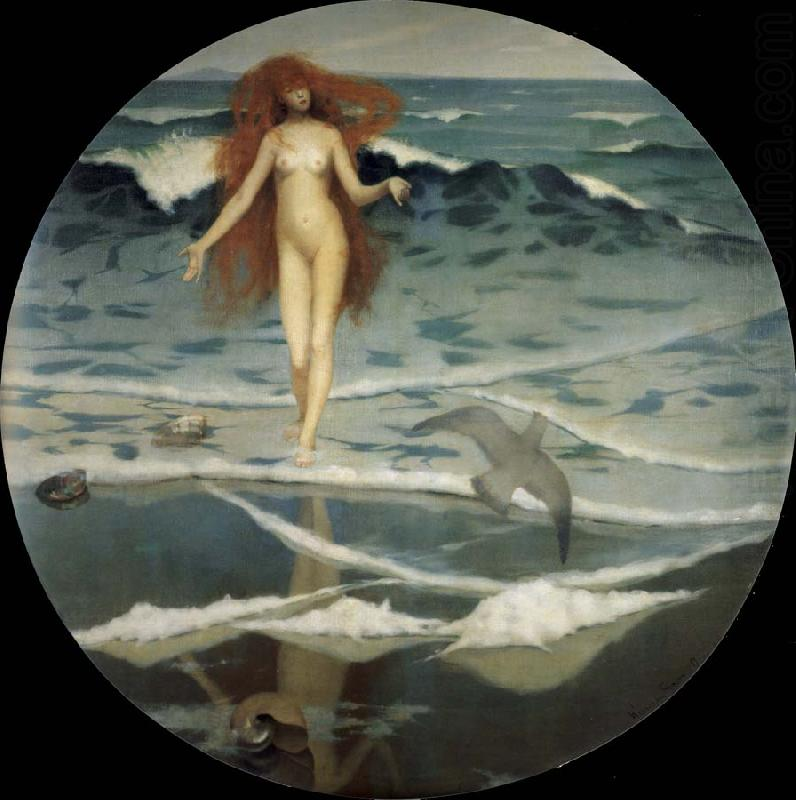
Уильям Стотт. Венера выходящая из пены морской (Рождение Венеры), 1887

Стотт родился в Олдеме в 1857 году. Был сыном владельца мельницы. Он учился в Олдемской школе искусств и Манчестерской школе искусств, а в 1878 году переехал в Париж, чтобы учиться у Жана-Леона Жерома, с осени 1879 года стал студентом Национальной высшей школы изящных искусств. Почти сразу же после переезда во Францию он начал изучать пригороды Парижа, посетил Фонтенбло, а также колонию художников, незадолго до этого созданную в деревне Гре-сюр-Луэн. Он стал влиятельным членом этой колонии художников, которая объединяла английских, ирландских, шотландских и американских художников. Стотт между 1880 и 1882 годами установил дружеские отношения с ирландским художником Фрэнком О'Мирой, его подругами Бель Боус (англ. Belle Bowes) и Бертой Ньюкомб (англ. Bertha Newcombe), влиятельными американскими художниками — братьями Томасом Александром и Лоуэллом Бирджем Гаррисоном,  французским художником-символистом англо-австрийского происхождения Луисом Велденом Хоукинсом, и их знакомым, шотландским художником Артуром Мелвиллом. Картины первых лет работы Стотта во Франции были представлены на Парижском салоне 1881 года. Это были два полотна, «Вязальщица» (фр. «La Tricoteuse») и «Полуденный сон» (фр. «Une Rêve de Midi»), которые определили основные особенности его дальнейшего творчества. В 1882 году Стотт был удостоен награды Парижского салона за картину «Место для купания» (англ. «The Bathing Place», в настоящее время эта картина находится в Новой Пинакотеке в Мюнхене).
После возвращения в Англию Стотт стал последователем и близким другом художника-тоналиста Джеймса Уистлера, однако его символический портрет возлюбленной Уистлера, которая была изображена на картине обнажённой, «Венера выходящая из пены морской», вызвал разрыв между ними. В 1889 году состоялась первая персональная выставка Уильяма Стотта в частной галерее Поля Дюран-Рюэля в Париже. В последние годы своей жизни он регулярно выставлял свои полотна в Королевской Академии художеств, в основном, экспонируя страдающие избыточной декоративностью произведения, изображающие сцены из античной мифологии. Он скоропостижно скончался 25 февраля 1900 году в возрасте сорока двух лет во время морского путешествия на пароме из Лондона в Белфаст.

## Особенности творчества

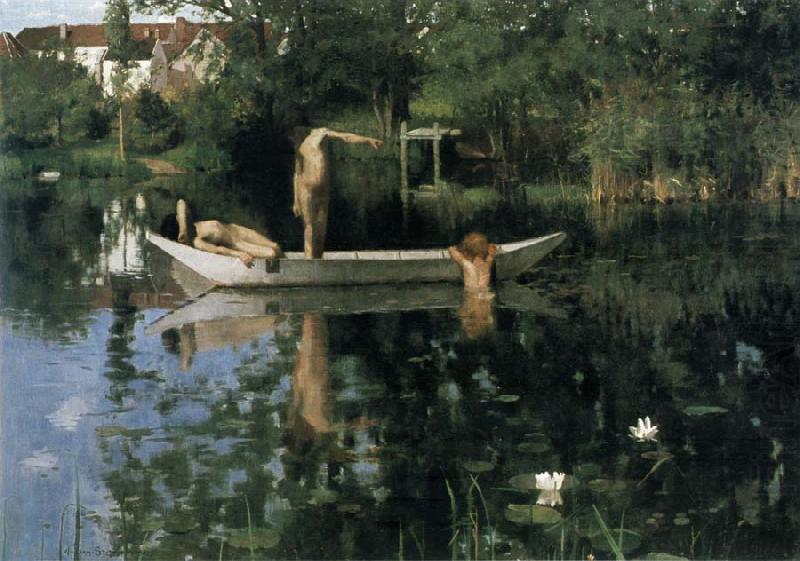
Уильям Стотт. Место для купания, 1881

Художник эволюционировал от классицизма в духе полотен Жана-Леона Жерома к воздушному пленэрному натурализму Жюля Бастьен-Лепажа и эмоциональности Жана-Франсуа Милле. На протяжении большей части своей карьеры Стотт создавал пейзажи, но с 1886 годов в его творчестве стали появляться и картины на мифологические и аллегорические темы, такие как «Нимфа» в 1886 году, и «Рождение Венеры» в 1887 году, ими художник пытался получить признание официальной критики и особенно привлечь к себе внимание Королевской академии. Его картина «Диана и Эндимион» (1888) получила широкое признание и была выставлена в Парижском салоне в 1890 году. Богиня Луны Диана выступает из лунного света, чтобы поцеловать спящего пастуха Эндимиона, которому боги даровали вечный сон, чтобы сохранить его красоту и молодость. Предполагают, что Стотт находился под влиянием романтической поэмы Джона Китса «Эндимион» и признал это в своем выступлении в Manchester Arts Club, когда он сказал: «чтение Китса было одной из моих самых больших радостей в жизни…». Близкое к этой картине полотно «Диана, Сумрак и Утренняя заря» (англ. «Diana, Twilight and Dawn») было написано зимой 1889 года и выставлено в галерее Гросвенор в Лондоне весной 1890 года. В своей статье о Стотте, относящейся к октябрю 1894 года, искусствовед Стивенсон приводит иллюстрацию, запечатлевшую «Diana, Twilight and Dawn», он описывает картину в восторженных тонах. Картина была представлена на нескольких мемориальных выставках после смерти Стотта, а в ноябре 1913 года была продана его сыном на аукционе Кристис. Её купил Чарльз Джексон, арт-дилер из Манчестера. Считалось долгое время, что полотно было утрачено, но недавно оно было обнаружено в США.
Художник изображал на своих пейзажах преимущественно деревенские виды: реку, лес, пруд, холмы, пляжи… Он был способен за реальностью разглядеть поэзию, а за привычным предметом символ, искусствоведы соотносят его творчество с картинами Джеймса Кэмпбелла Ноубла, Джона Робертсона Рида и Роберта Уолкера Макбета, Джеймса Кэмпбелла Ноубла, школой Глазго, находят в его творчестве отголоски манеры Антуана Ватто. Художник использовал различные техники: масло, акварель и пастель. Одна из наиболее известных его картин «Полевой цветок» была создана в 1881 году и находится в настоящее время в музее Олдема (англ. «Wild Flower», размер — 80 x 46 сантиметров, холст, масло, аccession number 8.20). Она была даром галерее от Г. Хиндли Смита, сделанным в 1920 году. С 1882 года Стотт всегда подписывал свои картины «Уильям Стотт из Олдема», чтобы дистанцироваться от не менее известного в то время художника Уильяма Эдварда Стотта (англ. William Edward Stott, 1859—1918) и подчеркнуть своё происхождение из Олдема. Современник Стотта и сам известный живописец Уолтер Ричард Сикерт описал его как «одного из двух величайших художников мира». Викторианский искусствовед Стивенсон высоко ценил творчество Стотта, он отмечал в большой статье о художнике в «The Studio arts magazine» в октябре 1894 года:

«Уильям Стотт из Олдема проявил себя как художник, с быстротой кометы несущийся к солнцу»— Stott painting to fetch record amount? Oldham Evening Chronicle
Долгое время творчество художника не привлекало к себе внимание специалистов, но в 2003 году в Олдеме была проведена его персональная выставка, а искусствовед Роджер Браун (преподаватель Университета Рединга) издал книгу «William Stott of Oldham 1857—1900: „A Comet rushing to the Sun“». Он занимался перед выпуском книги исследованием жизни и творчества Уильяма Стотта в течение шести лет. Долгое время рекордом продажи на аукционе для работы Стотта была денежная сумма в £ 18 000, уплаченная на аукционе Christie’s в 2005 году за картину под названием «Idlers». Однако в 2011 году его картина «The Happy Valley» была выставлена на аукцион за 120 000 фунтов стерлингов.

## Галерея: картины Уильяма Стотта

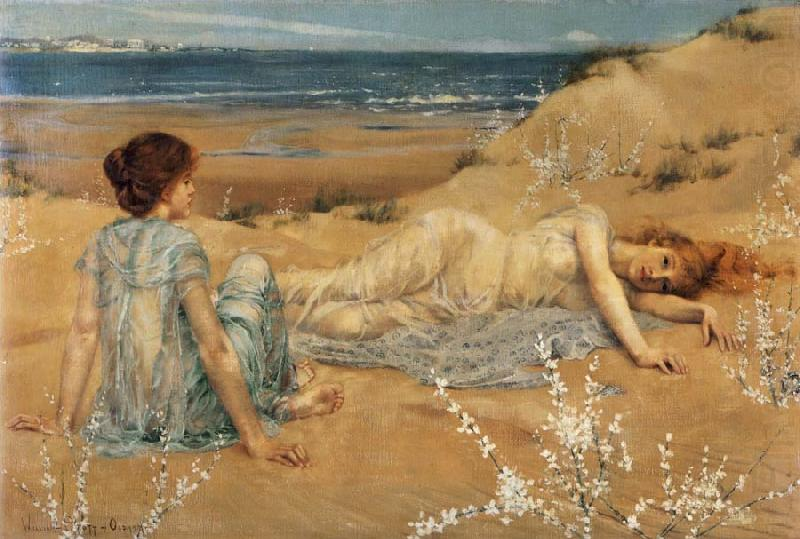
Уильям Стотт. Idlers, около 1886
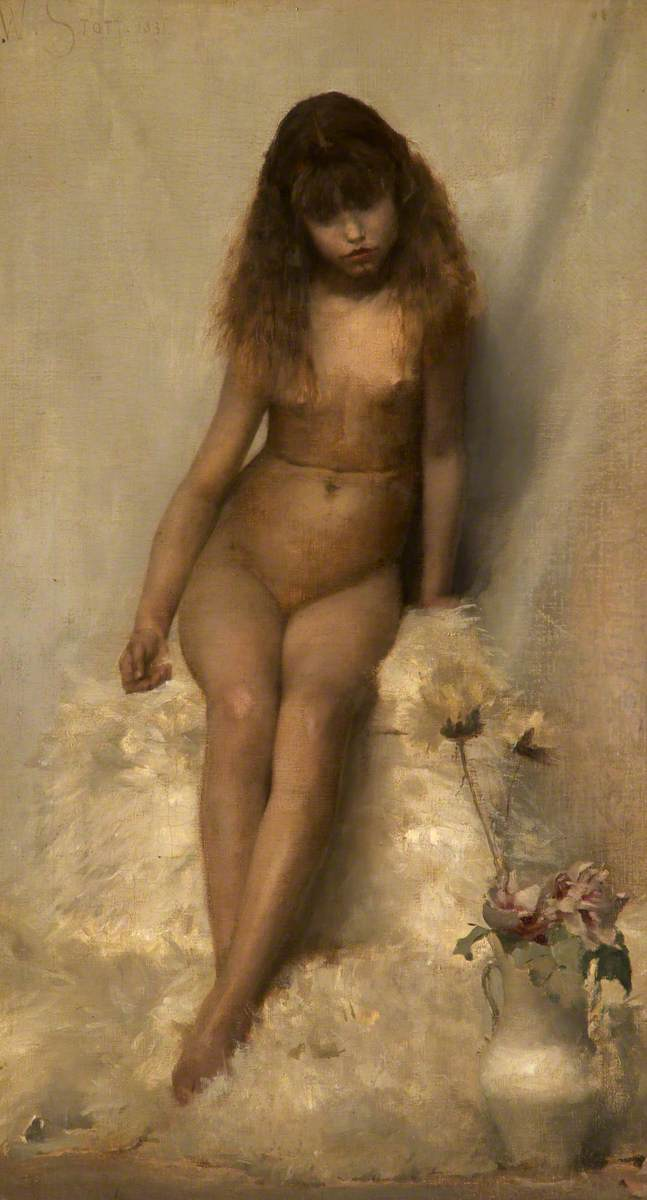
Уильям Стотт. Полевой цветок, 1881
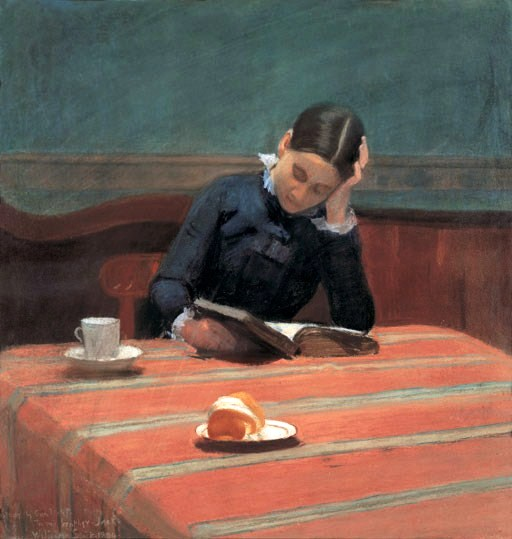
Уильям Стотт. Девушка, читающая при газовом освещении, 1884
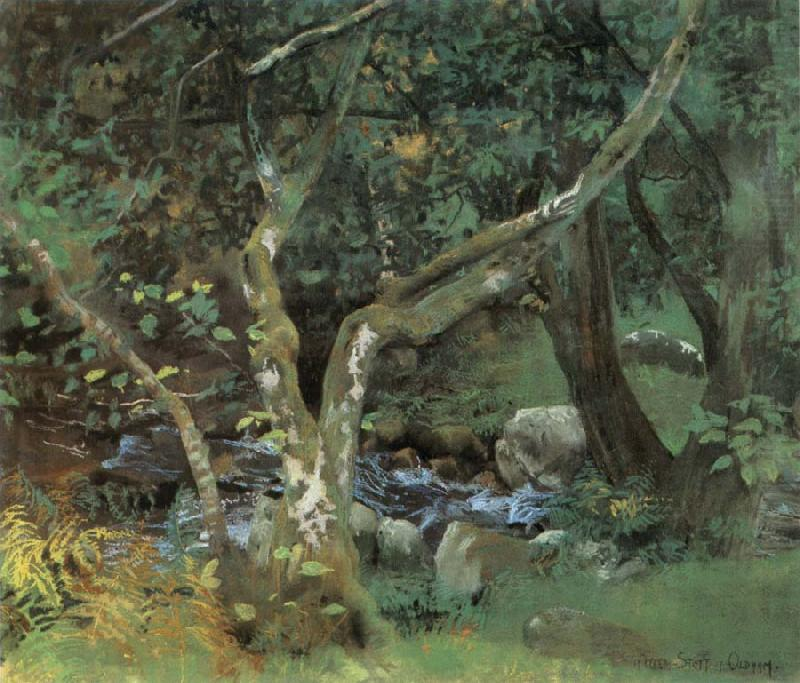
Уильям Стотт. Autumn Woodland, около 1886
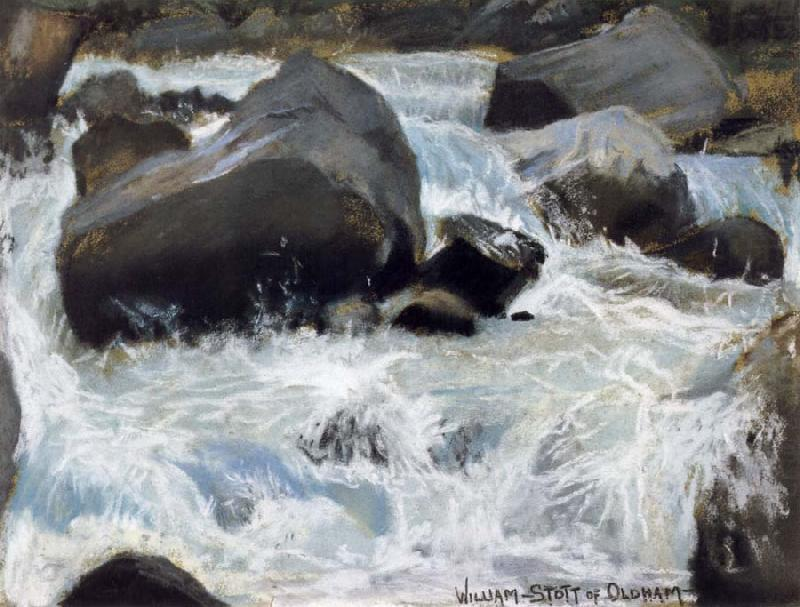
Уильям Стотт. White Torrent, 1888